# Zbigniew Rau
Zbigniew Rau (Łódź, 3 febbraio 1955) è un politico, giurista e diplomatico polacco, ministro degli Esteri della Polonia dal 26 agosto 2020.
In precedenza è stato voivoda e governatore del Voivodato di Łódź dall'8 dicembre 2015 all'11 novembre 2019.
Dal 2022 al 2023 è stato anche presidente dell'OSCE.

## Biografia
Nato il 3 febbraio 1955 a Łódź, nella Polonia centrale, nel 1977 si è laureato in giurisprudenza all'Università di Łódź e ha lavorato per un breve periodo come bibliotecario. Nel 1980 è entrato a far parte del sindacato libero Solidarność, che in quegli anni si opponeva al regime comunista filo-sovietico.
Dopo aver conseguito un dottorato in scienze giuridiche, dal 1982 ha occasionalmente insegnato in Germania, Gran Bretagna, Australia e Stati Uniti.
In particolare, Rau ha collaborato con la Società Max Planck di Gottinga, il Trinity College di Cambridge e l'Università del Texas ad Austin.
Nel 1995 è diventato professore presso l'Università di Łódź, e nel 2007 è stato nominato primo direttore del Centro di pensiero politico e legale "Alexis de Tocqueville", in seno alla medesima università.

### Carriera politica
Alle elezioni presidenziali polacche del 2005, Rau ha sostenuto Lech Kaczyński, candidato del partito Diritto e Giustizia. Nello stesso anno è stato eletto al Senato polacco.
Dopo aver svolto il ruolo di governatore del Voivodato di Łódź dal 2015 al 2019, ha quindi rappresentato la Polonia all'Assemblea parlamentare del Consiglio d'Europa. Il 26 agosto 2020 ha assunto ufficialmente l'incarico di ministro degli Esteri nel Governo guidato dal primo ministro Mateusz Morawiecki.
Dal 1º gennaio 2022 è il Presidente in Esercizio dell'Organizzazione per la sicurezza e la cooperazione in Europa, in quanto Ministro degli Esteri del paese che detiene la Presidenza di turno.